# John Hepburn (Bischof)
John Hepburn (auch Herspolz) († 1486) war ab 1466 Bischof der schottischen Bistum Dunblane.

## Ernennung zum Bischof von Dunblane
Die Herkunft von Hepburn ist unbekannt, seinem Alternativnamen Herspolz nach kam er nicht aus Schottland, sondern eher aus dem Gebiet des Römisch-Deutschen Reichs. Vor September 1466 hatte  Robert Lawder auf sein Amt als Bischof der Diözese Dunblane verzichtet. Damit hatte der Papst nun die Möglichkeit, ohne Mitwirkung des Kathedralkapitels einen neuen Bischof für die Diözese zu ernennen. Am 12. September 1466, an dem Tag, an dem Papst Paul II. den Amtsverzicht von Lawder bestätigte, ernannte er auf Empfehlung von Kardinal Guillaume d’Estouteville, dem Erzbischof von Rouen, John Hepburn zum neuen Bischof. Dabei ist nicht bekannt, welche Kontakte Hepburn zur Kurie hatte, aber er wurde sehr schnell zum Bischof einer Diözese in einen für ihn wohl fremden Land ernannt. Der schottische König Jakob III. wollte seinen Beichtvater John Spalding für das Amt des Bischofs vorschlagen, doch dieser Vorschlag erreichte die Kurie zu spät. Zwischen dem 22. Juni 1467 und dem 20. Juni 1468 wurde Hepburn zum Bischof geweiht. Die hohe Gebühr von 800 Goldflorin, die die Kurie für seine Weihe forderte, konnte er offenbar rasch bezahlen.

## Tätigkeit als Bischof
Von Hepburns Amtszeit als Bischof ist nur wenig bekannt. Er übernahm im Auftrag der Kurie kleinere Einsetzungen oder Untersuchungen. 1471 nahm er an einem schottischen Parlament teil und gehörte 1473 als einziger Bischof einer Kommission des Parlaments an, die Beschwerden gegen die Regierung entgegennehmen sollte. Er wird am 3. Februar 1485 letztmals erwähnt und starb vermutlich 1486. Am 31. Januar 1487 wurde sein Nachfolger ernannt.